# أونيوم
في فيزياء الجسميات، الأونيوم (الجمع: أونيا) (بالإنجليزية: Onium)‏ هو اسم يطلق على جسيمات تكونت من حالة ربط لجسيم دون ذري من المادة مع ضديده، تضاف اللاحقة الاسمية «ونيوم» إلى اسم الجسيم للإشارة إلى حالة الربط الخاصة به، مع بعض الاستثناءات منها حالة ترابط (الإلكترون-ضديد الميوون) يطلق عليها بالـ «ميونيوم»، بينما يطلق على حالة ربط (ميوون-ضديد ميوون) بتسمية «ميونيوم حقيقي» وهذهِ التسميّة وُضعت من قبل منظمة الاتحاد الدولي للكيمياء البحتة والتطبيقية.

## أمثلة على بعض الجسيمات
من الامثلة على حالة الترابط هذه:
- البوزترونيوم: وهو حالة ترابط (إلكترون-بوزترون) باستقرارية طويلة الزمن، بدأت دراسة هذه الحالة منذ خمسينات القرن العشرين من أجل فهم حالة الربط هذه بواسطة نظرية الحقل الكمومي، وفي تطور حديث تَستخدم نظرية الكهروديناميكية الكمية غير-النسبية هذه الظاهرة كإثبات على الحالة الارضية.[1]
- البيونيوم: حالة ربط بين جسيمين بيون مختلفان بالشحنة، ومن أهمّ الحالات التي تستخدم لدراسة التأثير القوي كما في حالة البروتونيوم. ومن أكثر الحالات المناظرة للبوزترونيوم في نظرية التأثير القوي هي حالات الكواركونيوم، أي الميزونات المتكونة من كوارك ثقيل وضديده، لكل نوع من الكواركات توجد تسمية تخصه مثلا «بوتمونويم» أو «تشارمونيوم»، ودراسة هذه الحالات شديدة الأهميّة في نظريتي الديناميكا اللونية الكمية غير النسبية (NRQCD) والديناميكا اللونية الكمية البنيوية (Lattice QCD [الإنجليزية]) من أجل اختبار ظاهرة الديناميكا اللونية الكمية.

ومن المهم أيضاً دراسة حالات الربط للهادورنات مثلًا «بيونيوم» أو «بروتونيوم» من أجل توضيح بعض حالات الهادرونات الشاذة مثل الجزيئات الميزونية والبنتاكوارك.